# Batalla de Sauce (1870)
Desarrollada el día de Navidad de 1870, la Batalla de Sauce fue una de las batallas más sangrientas de la Revolución de las Lanzas (1870-1872), en Uruguay. Se libró a orillas del arroyo del Sauce, en el actual Departamento de Canelones, entre los revolucionarios blancos de Timoteo Aparicio y el ejército nacional que comandaba Gregorio Suárez.

## Antecedentes
Durante la Revolución de las Lanzas, luego de que el ejército revolucionario comandado por el general blanco, Timoteo Aparicio, consiguiera derrotar sucesivamente a los ejércitos gubernistas en la Batalla de Paso Severino y la Batalla de Corralito, se dirige hacia la Capital, implementando un sitio sobre la ciudad de Montevideo, y luego de 50 días de sitio, los revolucionarios logran hacerse con el control del Fuerte del Cerrito, después de esa victoria el general Timoteo Aparicio y Anacleto Medina, acordaron alejarse de Montevideo, enterados de que el general Gregorio Suárez se aproximaba por su retaguardia, para poder rodear a Gregorio Suárez estacionado en el arroyo Solís Grande. Lo sorprendió en el arroyo Solís Grande, y esperaba destrozarlo al día siguiente, pues tenía fuerzas superiores. Pero Suárez, en una hazaña militar, escapo por la noche del cerco de sus enemigos, y ganó campo abierto para marchar hacia Montevideo. En Montevideo, el general Suárez, se proveyó de hombres y suministros y luego se dirigió para enfrentar a los revolucionarios, a la altura del arroyo del Sauce.

## Formaciones de los ejércitos beligerantes
El ejército revolucionario presentó su acostumbrada línea en ángulo cóncavo, comprendía en sus posiciones una distancia estimada entre los extremos del dispositivo que ascendía a los 4.000 metros, con un número cercano a los 6 mil hombres.
Por su parte, el ejército nacional, dotado de un número de combatientes muy similar al de su adversario, dominaba el terreno desde las alturas y había adoptado una formación que ofrecía una buena resistencia disponiendo de cuadros triangulares de infantería.
A un primer impulso, las fuerzas revolucionarias llevan el ataque y obtienen resultados favorables, mientras que las fuerzas del gobierno adoptan una postura netamente defensiva.

## Desarrollo de la contienda
Timoteo Aparicio trata de envolver a las fuerzas gubernistas llevando el ataque por ambos flancos, mientras que la infantería se defendía en cuadros. A las 13 h un batallón gubernista dispone las armas, mientras que la caballería seguía siendo arrollada. Aquí comienza a perder Aparicio la batalla, fue tal el ímpetu de los primeros movimientos del combate que escuadrones enteros revolucionarios abandonaron el campo de batalla persiguiendo a los escuadrones gubernistas.
El batallón que se había rendido pasa a ser mayor en número que sus custodias. Incluso el propio Aparicio sale del campo de batalla persiguiendo a sus enemigos.
Mientras tanto Suárez se hace fuerte con sus infanterías y logra suprimir los ataques por el fuego de artillería. Reforzada la posición y rehechos los escuadrones de caballería, la infantería gubernista carga a la bayoneta sobre los escuadrones revolucionarios.

## Consecuencias
El combate fue reñidísimo y se definió, después de cuatro horas, a favor de los gubernistas que, según el parte, capturaron al enemigo 6 cañones, siete carros de municiones, 500 fusiles, 18 carretas, banderas y una banda de música. El jefe colorado Gregorio Suárez dispuso el degüello de todos los prisioneros e hizo pasar la caballada por sobra los cadáveres. Según algunas versiones, ordenó tocar a la banda de música capturada y, como juzgó que desafinaba, mandó degollar a sus integrantes.
Escribía luego el joven Eduardo Acevedo Díaz a sus padres, desde el frente de batalla:

“La batalla del Sauce no se define en dos palabras; el clásico heroísmo de esta patria infortunada, patentizado a mi vista, grabado indeleblemente en este archivo del tiempo que se llama memoria, me ha conmovido profundamente (…) No olvidare los sitios donde mi vida pendió vente veces de un hilo (…) A Antonio [su hermano] lo subí a la grupa de mi caballo cuando el enemigo quemaba nuestra valerosa retaguardia; tenia tres balazos en el sombrero y uno en las bombachas, pero nada mas”.